# 康塔乌斯
康塔乌斯（法語：Cantaous，法語發音：[kɑ̃taus]）是法国上比利牛斯省的一个市镇，属于巴涅尔德比戈尔区。

## 地理
康塔乌斯（43°6'9"N, 0°26'34"E）面积5.68 平方千米，位于法国奧克西塔尼大區上比利牛斯省，该省份为法国西南部内陆省份，北至热尔省，西接大西洋比利牛斯省，南与西班牙接壤，东临上加龙省。
与康塔乌斯接壤的市镇（或旧市镇、城区）包括：皮纳、莱屈桑新城、埃斯卡拉、拉讷默藏、内斯特河畔圣洛朗、蒂扎盖。
康塔乌斯的时区为UTC+01:00、UTC+02:00（夏令时）。

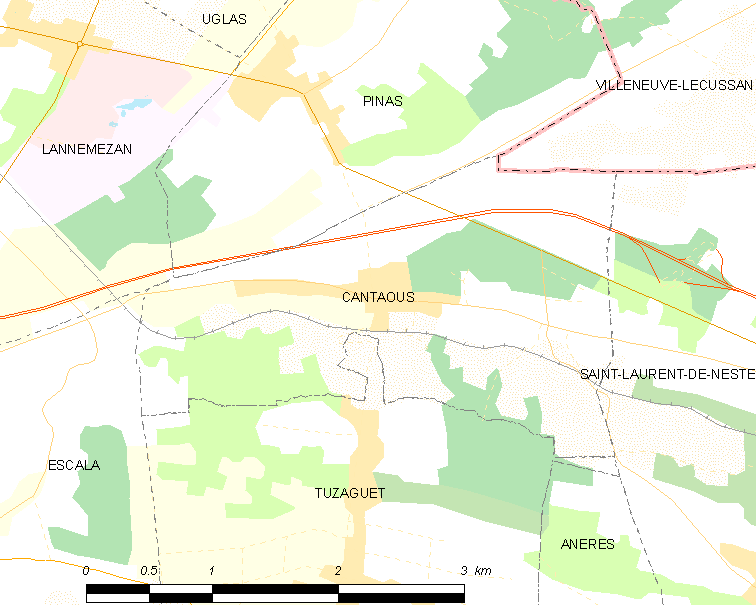
康塔乌斯的OSM定位图

## 行政
康塔乌斯的邮政编码为65150，INSEE市镇编码为65482。

## 政治
康塔乌斯所属的省级选区为巴鲁斯谷县。

## 人口

1962-2008年间康塔乌斯人口变化图示

康塔乌斯于2022年1月1日时的人口数量为433人。